# NGC 3253
NGC 3253 este o galaxie spirală situată în constelația Leul. A fost descoperită în 27 aprilie 1886 de către Lewis A. Swift. Se află la o distanță de 138,22 de megaparseci de Pământ.